# Michaël Uras
Michaël Uras est un écrivain et professeur de lettres né en 1977 au Creusot (Saône-et-Loire).

## Biographie
Né en France d’un père d’origine sarde et d’une mère française, Michaël Uras a grandi dans le Jura dans un milieu ouvrier où la littérature n’occupe pas beaucoup de place. Sa passion précoce pour la lecture, et en particulier pour l’œuvre de Marcel Proust, le pousse vers des études littéraires. Il étudie les lettres à Besançon (Doubs) puis à la Sorbonne à Paris. Il est aujourd’hui professeur de Lettres et vit dans l'est de la France (Doubs).

## Œuvre littéraire
Son premier roman, Chercher Proust, est très largement inspiré de sa propre « relation » avec l’auteur d’À la recherche du temps perdu (« Je ne saurais expliquer pourquoi Proust a envahi mon existence alors que j’étais lycéen, c’était le moment opportun je crois, comme une rencontre amoureuse, chimique », dit-il à propos de lui-même) : son personnage principal est un jeune homme qui se laisse envahir dans tous les aspects de sa vie par sa passion dévorante pour Proust. Loin de ne s’adresser qu’aux spécialistes, c’est un roman sensible et plein d’humour qui se moque avec tendresse des chercheurs obnubilés par l’objet de leur passion. Il est publié en 2012 chez Christophe Lucquin Éditeur.
Chercher Proust a été traduit en italien par Giacomo Melloni et Giuseppe Girimonti Greco. Il a paru sous le titre Io e Proust chez Voland en janvier 2014. À cette occasion, Michaël Uras a été l’invité de l'Institut français d'Italie dans le cadre du Festival de la fiction française (FFF).
Son deuxième roman paru en 2014, Nos souvenirs flottent dans une mare poisseuse, est une autofiction : les chroniques d’une enfance partagée entre la France et la Sardaigne. Ce roman est finaliste du prix Marcel-Aymé en 2014 et fait partie des six romans retenus pour le prix du roman francophone (Prix Horizon du deuxième roman) dont le vainqueur est dévoilé le 21 mai 2016 à Marche-en-Famenne (Belgique).
Michael Uras a participé au recueil Nous sommes Charlie publié par Le Livre de Poche en février 2015 à la suite des attentats qui ont touché la France.
Son troisième roman Aux petits mots les grands remèdes est paru en septembre 2016 chez Préludes Éditions, puis en 2018 par Le Livre de Poche. En     convoquant les auteurs qui ont compté, l'auteur propose une histoire revigorante et inspirante, pleine d’humour et d’esprit, qui rend hommage aux mots, ceux des autres, ou ceux que chante notre petite musique intérieure.
L'ouvrage a été traduit et publié en 2017 en Italie sous le nom Le parole degli altri, aux Éditions Nord, également en Chine, en Corée, en République Tchèque, en Russie et dans de nombreux pays.
Son quatrième roman La maison à droite de celle de ma grand-mère a été publié chez Préludes Éditions en 2018, finaliste du Prix Marcel-Aymé 2017 est une véritable déclaration d'amour à la Sardaigne que propose Michaël Uras, mais aussi une ode aux petits bonheurs et aux joies simples de la vie. Le roman est en cours d'adaptation en bande dessinée. Il a également été traduit en Angleterre. 
Son cinquième roman, l'iguane de Mona est une réflexion sur le mitan de la vie.
Le nouveau roman de Michael sortira en 2023, son titre sera, L'hiver à Florence. 
Actuellement, Michael Uras travaille sur un recueil destiné à L'UNICEF.
Le 6e roman de Michael Uras sortira en septembre 2024 chez Hachette Fictions, collection la Belle Étoile.Son titre est Des Moutons plein ma chambre, l'histoire d'un petit garçon particulier. 

## Publications
- Chercher Proust, Christophe Lucquin Éditeur, 2012  (ISBN 978-2-91900-070-8) puis Le Livre de poche, 2014  (ISBN 978-2-25317-759-3)
- Nos souvenirs flottent dans une mare poisseuse, Christophe Lucquin Éditeur, 2014  (ISBN 978-2-36626-014-4) puis Le Livre de poche, 2017  (ISBN 978-2-25319-447-7)
- Nous sommes Charlie (recueil collectif), Le Livre de Poche, 2015  (ISBN 9782253087335)
- Qualsiasi cosà meglio del vuoto, nouvelle, 2014. Publication en ligne : http://issuu.com/ilmeleto/docs/qualsiasi_cosa____meglio_del_vuoto.
- Proust cauchemar / Incubo Proust, nouvelle, 2015. Publication en ligne : http://www.christophelucquinediteur.fr/blog/2015/2/19/proust-cauchemar
- Aux petits mots les grands remèdes, roman, Préludes Éditions, 2016  (ISBN 9782253107828) puis Le Livre de poche, 2018  (ISBN 9782253074038)
- Une librairie en pays hostile, nouvelle, Éditions Lunatique, 2017  (ISBN 979-10-90424-85-2)
- La maison à droite de celle de ma grand-mère, roman, Préludes Éditions, 2018  (ISBN 9782253107903)

- L'Iguane de Mona. Préludes Éditions, 2020.
- Des Moutons plein ma chambre, Hachette Fictions, collection la Belle Étoile.